# MP3-CD
A tömörített optikai audiolemezek egyik változata, melyek "Yellow Book" adatformátumúak a "Red Book" AUDIO-tárolással ellentétben.
Ez a leírás igyekszik közös nevezőre hozni azon műszaki összefüggéseket, amiket egyelőre csak az angol nyelvű Wikipédia jegyez "Compressed audio optical disc" , "MP3"  és "ID3"  szócikke, illetve a Freecom, Imation, Panasonic, Philips, SONY és a TEAC készülékek gépkönyvei és kezelési útmutatói tartalmaznak, hogy lemodellezhető legyen azon ideális MP3-CD, mint logikai lemezformátum, mely a lehető legteljesebb kompatibilitást valósítja meg a legtöbb hardveres MP3-CD lejátszón.

## Történelem

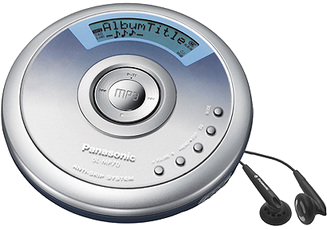
Panasonic SL-MP70

Az MP3 1994-es bevezetését követően az MP3-CD-k megjelenése az első hardveres MP3-lejátszók 1997-es megjelenésével tehető egy időbe. Ekkor kezdődött meg az MP3-nak a számítógépekről az évről évre gyorsuló térnyerése. Az ekkortájt rendkívül népszerű szórakoztató elektronikai eszközökbe, mint a Discman vagy moduláris Hi-fi-rendszerekbe a gyártók elkezdtek saját hangtömörítési eljárásokon dolgozni, mint például a SONY az ATRAC CD megoldással, hogy ezzel növeljék a CD-lemez hanghordozói kapacitását. Az MP3 megjelenését követően néhány készülékgyártónál még meg kellett verekednie más konkurens formátumokkal, mint a WMA vagy a RealAudio . Körülbelül 2003-tól pedig kezdett kibontakozni az MP3 népszerűsége. Az .mp3 fájlt támogató készülékek mellett 2002-től megjelentek a nem túl elterjedt mini MP3-CD lejátszók is.
Az MP3 formátumról bővebben: MP3

## Lejátszás
A tartalom lejátszásakor nincs folyamatosan olvasva a lemez, mint a CD-DA, CD-TEXT vagyis az AUDIO-lemezeknél. Az MP3-CD fájlrendszert tartalmaz, mint a legtöbb ma ismert informatikai adathordozó és így az adatokat fájlokban tárolja. Az MP3-CD lejátszásakor a meghajtó a fájl értelmezési és memóriába töltés idejére olvassa a lemezt. A maradék időben energiatakarékossági szempontok miatt a lemez forgatása is megáll.
A leolvasást és memóriába töltést követően a lejátszás memóriából történik. Tehát, ha egy fájl teljesen belefér a készülék memóriájába és csak ezt az egy fájlt játszatjuk le folyamatosan újra és újra, akkor a lejátszás ideje alatt nem kell olvasni a lemezről és így az folyamatosan nyugalmi helyzetben maradhat.

## Lemeztartalom
Az MP3-CD (vagy MP3 CD) egy olyan préselt, írható vagy újraírható CD-lemez, amelyre a hangot .mp3 formátumban rögzítették. Az MP3-CD tartalmát tekintve nincs egységesített forma. Az ilyen lemezeket egyszerűen megpróbálják minél inkább olyan formában létrehozni, hogy a lehető legtöbb funkcionalitással és legnagyobb kompatibilitással legyenek képesek kezelni a hardveres MP3-CD lejátszók, és így minden .mp3 fájlt lejátszani képes készülék.
Ilyen funkcionalitásnak tekinthetjük,
- az albumkönyvtár kijelzését (AlbumTitle),
- a lejátszott fájl nevének kijelzését (TrackTitle),
- az album (ID3 album title), illetve
- a hangfelvétel címének kijelzését (ID3 track title),
- az albumok közötti hibátlan váltást,
- a hangfelvételek hibátlan és sorrendhelyes lejátszását és váltását,
- a kijelzőn megjelenített tartalom teljes, karakterhelyes megjelenítését

A minél teljesebb kompatibilitás elérését pedig a hardveres lejátszók MP3-CD lemezekkel szemben felállított elvárásainak minél szélesebb, több készülékfajtát érintő lefedése teszi lehetővé.
Az ilyen szabályokkal a lehető legnagyobb kompatibilitásra törekvéssel szerkesztett lemezt hívhatjuk MP3-CD-nek
A hardveres MP3-lejátszók műszaki képességük határa miatt valamilyen megkötésekkel kezelik az .mp3 fájlokat és a lemez fájlrendszerét. Ezek a megkötések lehetnek:
- a lemez fájlrendszere és kiterjesztései,
- a fájl- és mappanevek karakterei,
- a fájl- és mappaneveinek hossza,
- könyvtárstruktúra és annak maximális mélysége,
- a fájlok és könyvtárak prefixumos elnevezése,
- az ID3 címkeverziók tartalmazta szöveg karakterkódolása,
- a kötelező és megengedett ID3 címkemezők,
- az ID3v2 borító jellemzői,
- értelmezhető bitráta,
- megengedett, de kijelzőn nem megjeleníthető karakterek,
- hangminőségre, tömörítésre, kódolásra vonatkozó jellemzők

### Az .mp3 fájlokat tartalmazó CD-lemez kontra MP3-CD

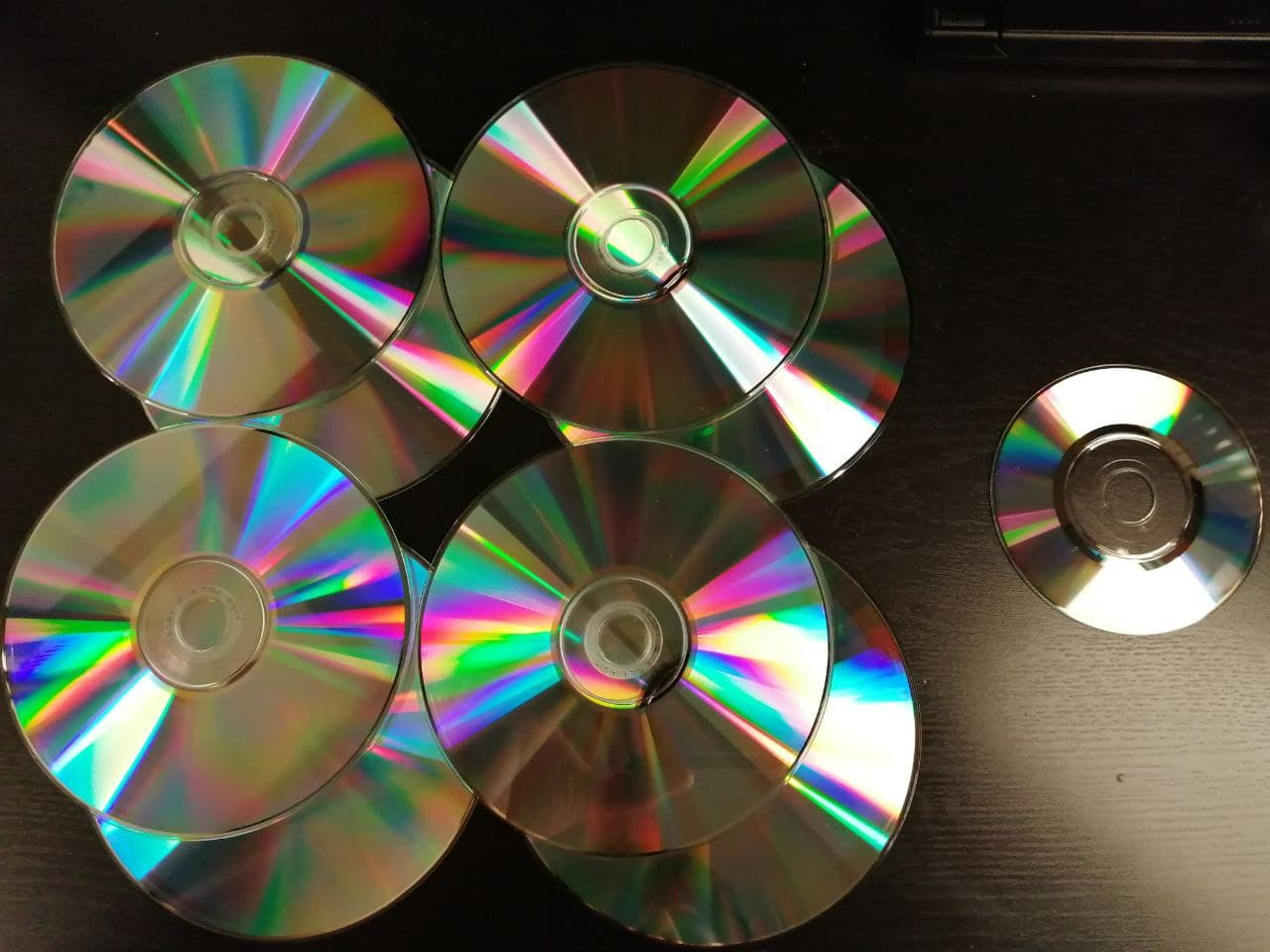
8 CD-DA lemezen kiadott hangoskönyv sorozat ráfér egy paraméterezett mini 'MP3-CD'-re.

Az MP3-CD tartalmát tekintve egy egyszerű .mp3 fájlokat tartalmazó CD-lemezzel szemben az .mp3 fájlokat egységes formában, konzisztens paraméterezéssel, tulajdonságokkal és címkézéssel tartalmazza.
Az egyszerű .mp3 fájlokat tartalmazó CD-lemez az MP3-CD-hez hasonlóan egy közönséges "Yellow Book"  adatlemez. Azonban az .mp3 lejátszást segítő kompatibilitási formátummegkötések nincsenek meghatározva. A tartalmazott .mp3 fájlok tulajdonságaikban akár különbözhetnek is egymástól. Az .mp3 fájlok tetszőleges helyen helyezkedhetnek el a lemez fájlrendszerén egészen más típusú fájlokkal együtt, és az ID3 címkehasználatra sincsenek szabályok, így azok tartalmazhatnak egyéni mezőket, bármilyen ID3 által támogatott kódolással, szabálytalan karakterhosszúsággal. A modern lejátszók az adatlemezeket rekurzív bejárást követően a talált .mp3 fájlokat (általában) az alfanumerikus találati sorrendben kínálják lejátszásra. Így .mp3 fájlokat tartalmazó CD-lemeznek tekinthető bármilyen videójáték vagy bármilyen logikai formátumú, számítógépes tartalommal rendelkező CD-lemez, mely tartalmaz .mp3 fájlt. Ugyanakkor az a legjellemzőbb, hogy akkor kerül jelölésre az "MP3 lemez" vagy ezekhez hasonló megnevezés a kiadványon, amikor a lemez terjesztési célja valójában egy olyan speciális tömörített "hanglemez", ami megkötések nélkül, adatként, szabadon használt formában .mp3 fájlokat tartalmaz.
Az .mp3 fájlokat tartalmazó préselt, kiadói, műsoros CD-ROM kiadványokat leggyakrabban hangoskönyvek (Audiobooks) kiadásánál használják. Az .mp3 formátum tömörítésének köszönhetően felhasználhatósága, lejátszhatósága széles körben elterjedt és könnyű. Mindez gazdaságossága mellett, mivel az .mp3 fájl hangoskönyveknél elfogadott paraméterezettségétől függően egy mini MP3-CD több, mint 8 órányi és egy sztenderd MP3-CD közel 49 órányi hangfelvételt képes tárolni. Ezzel szemben egy klasszikus CD-DA vagy CD-TEXT  hanglemez általában legfeljebb csak 74 percnyi felvételt képes tárolni. Természetesen a magasabb minőségű zenefájlok játékideje kevesebb, mint a hangoskönyvek esetén, de bőven meghaladják az átlag audio hanglemez játékidejét. Az ilyen műsoros, kiadói, .mp3 fájlokat tartalmazó lemezek általában közvetlenül a lemez fájlrendszerének gyökerén tartalmazzák az .mp3 fájlokat tekintettel arra, hogy egy műhöz vagy albumhoz tartoznak, de ugyanakkor erre nincs megkötés.
Ugyanakkor persze a hangoskönyveknek (Audiobooks) van más, kifejezetten erre a célra fejlesztett, kialakult fájlformátuma (például: .m4b, .aa, .aax), de a Compact Disc-es terjesztésben legelterjedtebb az .mp3 használata.

### Játékidő
| Mintavételezés         | 32kbps      | 64kbps      | 96kbps    | 128kbps   | 192kbps   | 256kbps   | 320kbps   |
| ---------------------- | ----------- | ----------- | --------- | --------- | --------- | --------- | --------- |
| mini-CD (80 mm ~220MB) | ~910 perc   | ~450 perc   | ~300 perc | ~220 perc | ~150 perc | ~110 perc | ~90 perc  |
| CD (120 mm ~700MB)     | ~2.910 perc | ~1.450 perc | ~970 perc | ~730 perc | ~480 perc | ~360 perc | ~290 perc |

## Lemezformátum
Lemezformátum jellemzői:
- Véglegesített, vagyis lezárt "Yellow Book" adatlemez ISO 9660 level 1 and level 2 (kiterjesztett egyéb formátumok kivételével).
- A lemez nevében használható karakterek: A-Z, a-z, _
- A lemez neve nem lehet hosszabb, mint 13 karakter!
- A Joliet  kiterjesztés általában nem használható!
- Az UDF  fájlrendszer formátumot nem minden készülék engedi meg!

| Lemez típusának neve | Átmérő | Kapacitás     |
| -------------------- | ------ | ------------- |
| mini-CD (-R, -RW)    | 80 mm  | 193MB - 222MB |
| CD (-R, -RW)         | 120 mm | 650MB - 703MB |

### Terjedelem

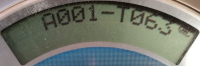
A fájlrendszeren talált albumok és felvételek száma.

Egy MP3-CD maximum 999 albumot és hangfelvételt tartalmazó fájlt tartalmazhat összesen. Ennyit vesznek regisztrációba a lemez tartalmából a lejátszók. Ebből minimum 1 és maximum 255 lehet album, de 1 album esetén ez el is hagyható. Egy album esetén maga az albumkönyvtár vagy az annak nevében lévő (max. 3 számjegyes) prefixum elhagyható, de akkor a lemezes Discman és Hi-fi-rendszerek nem jelzik majd ki az AlbumTitle-t. Ezért 1 album esetén is az AlbumTitle mező miatt érdemes megtartani az albumkönyvtárat.
Legalább 1 album esetén:
{\displaystyle 999\geq (255\geq ALBUMS\geq 1)+(998\geq TRACKS\geq 1)}
Számos eszköz a fájlok számát 350 fájlra maximalizálja!
A legszélesebb készüléktámogatás érdekében maximum 99 albumot és hangfelvételt tartalmazó fájlt tartalmazhat összesen. Ebből minimum 1 és maximum 8 lehet album.
{\displaystyle 99\geq (8\geq ALBUMS\geq 1)+(98\geq TRACKS\geq 1)}

#### .mp3fájlok
Az .mp3 kiterjesztésű konténer számos módon tartalmazhat kódolt hangot. Az alábbi táblázat tartalmazza az MP3-CD esetén megengedetteket:
| Paraméter                  | Tulajdonságok                            |
| -------------------------- | ---------------------------------------- |
| Kiterjesztés               | .mp3                                     |
| Bitráta                    | 32kbps-tól, 320kbps-ig (CBR, VBR)        |
| Hangrendszer               | Mono, Stereo, Joint Stereo (SS, MS, IS)  |
| Mintavételezési frekvencia | 48kHz / 44.1kHz / 32kHz                  |
| Kodek                      | ISO/IEC 11172-3 (MPEG-1 Audio Layer III) |

Az ABR bitrátakezelést kevés eszköz támogatja.

### Borítókép fajtája
Az ID3v1 címke nem tárol ilyet!
Az ID3v2 és APEv2 címkék tartalmazhatnak olyan speciális mezőt, ami image/jpeg vagy a image/png típusú borítóképet képes tárolni (kép-mező típus: cover (front)), ugyanakkor egyes számítógépes lejátszók (például: Cozy) használhatnak külön fájlban lévő borítóképet. Így az album könyvtárában elhelyezhető egy borítókép front.jpg vagy cover.jpg fájlnéven.
```
CD1/
└─┬ A Link Between Worlds
  ├── …
  └── front.jpg

```

- Általában 500x500 képpont körüli méretekkel rendelkezik. (Az ennél nagyobb borítóképek betöltési ideje észrevehetően lassabb és növelheti a hangfájl méretét.)
- A front.jpg fájlnév elterjedtebb.
- A image/jpeg típus jobban támogatott.
- Nem tartalmazhat XMP-t és más speciális metaadatot!
- Ajánlott az 1:1 méretarány.

### Lejátszási lista
Az .m3u lejátszási listafájl, ami az ID3v2 címkékkel tartalmazza az album számainak sorrendjét, relatív módon meghatározott fájlelérésekkel.
```
CD1/
└─┬ A Link Between Worlds
  ├── …
  └── A Link Between Worlds - Disc1.m3u

```

Fájl: A Link Between Worlds - Disc1.m3u
```
#EXTM3U

#EXTINF:6,永松 亮 - 冒険への誘い

01 - The Adventure Begins.mp3

#EXTINF:148,永松 亮 - 王国の伝承

02 - A Kingdom's Legend.mp3

#EXTINF:38,永松 亮 - タイトル

03 - Title Screen.mp3

#EXTINF:57,永松 亮 - セレクト画面

04 - Selection Screen.mp3

#EXTINF:35,永松 亮 - 悪夢

05 - Nightmare.mp3

#EXTINF:76,永松 亮 - のどかなハイラル

06 - Hyrule at Peace.mp3

#EXTINF:19,永松 亮 - セレスの叫び

07 - Seres' Screams.mp3

#EXTINF:59,永松 亮 - 洞窟

08 - Cavern Theme.mp3

. . .

#EXTINF:5,永松 亮 - 吟遊詩人-アイテムゲットファンファーレ

63 - Item Fanfare.mp3

```

## Lemeztartalom felépítése

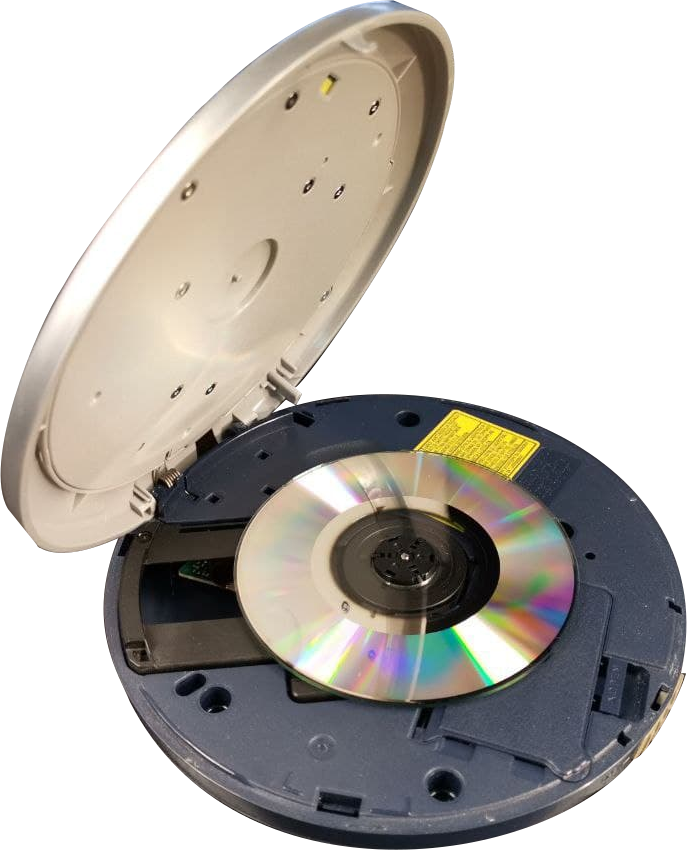
Egy 'mini MP3-CD' lemez a 'Panasonic SL-MP70'-es készülékben.

| Philips EXP401 |             |                |                   |
| -------------- | ----------- | -------------- | ----------------- |
| Philips EXP401 | TEAC MP-330 | Imation RipGO! | Panasonic SL-MP70 |

Források: Imation RipGO!, Panasonic SL-MP70 Archiválva 2021. április 23-i dátummal a Wayback Machine-ben, Panasonic SC-HC40 Archiválva 2021. április 23-i dátummal a Wayback Machine-ben, Philips EXP401, Philips EXP411, TEAC MP-330
Minden albumhoz tartozó fájl (.mp3, .m3u, front.jpg) az albumkönyvtárában helyezkedik el.
| Philips referenciarészlet | Panasonic referenciarészlet                          | SONY referenciarészlet |
| ------------------------- | ---------------------------------------------------- | ---------------------- |
|                           | A fájlrendszeren talált albumok és felvételek száma. |                        |

Az albumkönyvtárak mélységének lekezelésében eltérhetnek a készülékek. Ezért érdemes visszafogottan kezelni. A könyvtármélység támogatottsága általában kevesebb, mint 8 szint. Üres vagy .mp3 fájlt nem tartalmazó könyvtár nem minősül albumnak.

#### Példatartalom - Kétlemezes album / Album több lemezen
Első lemez:
```
CD1/
└─┬ A Link Between Worlds
  ├── 01 - The Adventure Begins.mp3
  ├── 02 - A Kingdom's Legend.mp3
  ├── 03 - Title Screen.mp3
  ├── 04 - Selection Screen.mp3
  ├── 05 - Nightmare.mp3
  ├── 06 - Hyrule at Peace.mp3
  ├── …
  ├── 63 - Item Fanfare.mp3
  ├── A Link Between Worlds - Disc1.m3u
  └── front.jpg

```

Második lemez:
```
CD2/
└─┬ A Link Between Worlds
  ├── 01 - Lorule Theme.mp3
  ├── 02 - Scaling Death Mountain.mp3
  ├── 03 - Octoball Derby.mp3
  ├── 04 - Octoball Derby Results.mp3
  ├── 05 - Treacherous Tower.mp3
  ├── 06 - Treacherous Tower.mp3
  ├── …
  ├── 42 - Ballad of the Goddess.mp3
  ├── A Link Between Worlds - Disc2.m3u
  └── front.jpg

```

#### Példatartalom - Több albumos lemez / Több album egy lemezen
```
MAGYAROK/
├─┬ 01 - Milyenek a magyarok
│ ├── 01 - Honfibu.mp3
│ ├── 02 - Honderu.mp3
│ ├── 03 - Mericskelok.mp3
│ ├── …
│ ├── front.jpg
│ └── Milyenek a magyarok.m3u
├─┬ 02 - Milyenek MEG a magyarok
│ ├── 01 - Fuled bokaig.mp3
│ ├── 02 - A kinaiak a golyoikkal.mp3
│ ├── 03 - Szadista bolcsodalok.mp3
│ ├── …
│ ├── front.jpg
│ └── Milyenek MEG a magyarok.m3u
├─┬ 03 - Harom a magyar igazsag
│ ├── 01 - Oszinte megbanas.mp3
│ ├── 02 - Kozugyek.mp3
│ ├── 03 - Alarcosbal Bosztonyban.mp3
│ ├── …
│ ├── front.jpg
│ └── Harom a magyar igazsag.m3u
└─┬ 04 - Egy a raadas
  ├── 01 - Adrenalin.mp3
  ├── 02 - Front.mp3
  ├── 03 - Vizipisztoly.mp3
  ├── …
  ├── Egy a raadas.m3u
  └── front.jpg

```

### Könyvtárstruktúra

#### Mélység
Az albumkönyvtárak mélységének lekezelésében eltérhetnek a készülékek. Ezért érdemes visszafogottan kezelni. A könyvtármélység támogatottsága általában 8 szint vagy kevesebb.
{\displaystyle \leq 8}
```
CD1/
└─┬ 1. szint
  └─┬ 2. szint
    └─┬ 3. szint
	  └─┬ 4. szint
	    └─┬ 5. szint
		  └─┬ 6. szint
		    └─┬ 7. szint
		      └── 8. szint

```

A könyvtár nevei max. 30 karakter hosszúságúak lehetnek, amit az ID3v1 címkézés, ISO-8859-1 (latin1) karakterkódolás és ISO 9660 lemez-fájlrendszer közös halmaza megenged. Ideális esetben azonos az ID3v1 tartalmával, de több album esetén tartalmazhat egy max. 3 számjegyes prefixumot. Az alulvonás (_) karaktert nem minden eszköz jeleníti meg.
Példák: Album, 001album

#### Prefixumok
| 1 számjegyes | 2 számjegyes | 3 számjegyes | szabálytalan |
| ------------ | ------------ | ------------ | ------------ |
| 1            | 01           | 001          | 1            |
| 2            | 02           | 002          | 2            |
| 3            | 03           | 003          | 3            |
| 4            | 04           | 004          | 4            |
| 5            | 05           | 005          | 5            |
| 6            | 06           | 006          | 6            |
| 7            | 07           | 007          | 7            |
| 8            | 08           | 008          | 8            |
| 9            | 09           | 009          | 9            |
|              | 10           | 010          | 10           |
|              | 11           | 011          | 11           |
|              | . . .        | . . .        | . . .        |
|              | 99           | 099          | 99           |

### Fájlnevek

##### .mp3és.m3u
Az .mp3 fájlnevek max. 27 karakter hosszúságúak lehetnek, amit az ID3v1 címkézés, ISO-8859-1 (latin1) karakterkódolás és ISO 9660 lemez-fájlrendszer közös halmaza megenged. Ideális esetben azonos az ID3v1 tartalmával, de tartalmaz egy max. 3 számjegyes prefixumot. Az alulvonás (_) karaktert nem minden eszköz jeleníti meg.
Példák: 01 - Track.mp3, 001track.mp3

#### Prefixumok
| 1 számjegyes | 2 számjegyes | 3 számjegyes | szabálytalan |
| ------------ | ------------ | ------------ | ------------ |
| 1            | 01           | 001          | 1            |
| 2            | 02           | 002          | 2            |
| 3            | 03           | 003          | 3            |
| 4            | 04           | 004          | 4            |
| 5            | 05           | 005          | 5            |
| 6            | 06           | 006          | 6            |
| 7            | 07           | 007          | 7            |
| 8            | 08           | 008          | 8            |
| 9            | 09           | 009          | 9            |
|              | 10           | 010          | 10           |
|              | 11           | 011          | 11           |
|              | . . .        | . . .        | . . .        |
|              | 99           | 099          | 99           |
|              |              | 100          | 100          |
|              |              | 101          | 101          |
|              |              | 102          | 102          |
|              |              | . . .        | . . .        |
|              |              | 998          | 998          |

Példa az .mp3 fájlnévnek: 02 - A Kingdom's Legend.mp3
Lejátszási listafájlok .m3u fájlnevei is max. 27 karakter hosszúságúak lehetnek, amit az ID3v1 címkézés, ISO-8859-1 (latin1) karakterkódolás és ISO 9660 lemez-fájlrendszer közös halmaza megenged. Ideális esetben azonos az ID3v1 album címkemező tartalmával és egy album esetén az azt tartalmazó könyvtár nevével.
Példák az .m3u fájlneveknek: A Link Between Worlds.m3u, 001album.m3u

##### front.jpg
A borítókép front.jpg vagy esetleg cover.jpg néven van elnevezve. A front.jpg fájlnév elterjedtebb.

## Címkézés
Az ID3 címkézésről bővebben: ID3 
Lemezes MP3-CD lejátszásra képes Discman, MP3-CD lejátszó és MP3-CD lejátszásra képes Hi-fi-rendszerek általában az ID3v1 címkeverziót kezelik, és a mezők tartalmát képesek az általában szegmenses LCD-kijelzőre  megjeleníteni. Bővített tudású MP3-lejátszó (MP3 player ) eszközök és számítógépes szoftverek kezelhetik az ID3v2 vagy akár a APEv2 címkeverziót is, melyek felhasználhatják azokat kereséshez vagy katalógusépítéshez.
Egy .mp3 fájl egyszerre tartalmazhatja mind a három (ID3v1, ID3v2, APEv2) címkeverziót, különböző tartalommal. Az esetleges különböző tartalomra azért lehet szükség, mert az ID3v1 címke csak nagyon szűk, ámde kötelező mezőket tartalmaz, de mást nem. Továbbá az ID3v1 nem képes UTF-8, illetve UTF-16 karakterkódolásban tárolni. Így ha például egy japán kiadású lemez UTF-16-os, ID3v2 címkeadatokkal lett létrehozva, akkor ezek másolhatók az APEv2 címkébe, de az ID3v1 címke nem képes tárolni. Ebben az esetben az ID3v1-es címke kimarad és az ID3v2-es címke latin betűs átiratát vagy annak latin1 karakterkészlettel rendelkező nyelvi fordítását (például: angol) fogja tartalmazni.
A legtöbbször figyelembe vett ID3-as mezők az: ID3 album title és az ID3 track title
Az ID3-as címkézést nem kezelő készülékek vagy ha az ID3-as címkék mezői kitöltetlenek (azaz üresek), illetve szabálytalanok, akkor a könyvtárszerkezetet és fájlneveket használják fel az album és számcím (track) azonosíthatóságához.
Példa: Ha kínai karakterekkel (, ami UTF-8 vagy UTF-16 karakterkódolást jelent) vannak kitöltve az ID3v2-es mezők, és hiányos az ID3v1 mezőkben a latin1 karakterkódolású átirat vagy nincs fordítás, akkor csak az ezt lekezelni képes készülék nem tud a lejátszott számról információt kijelezni. Így valószínűleg a Track Number fog megjelenni helyette.
| Paraméter       | Szabályai | Hardveres lejátszó kijelzője                                                  |
| --------------- | --- | ----------------------------------------------------------------------------- |
| AlbumTitle      | Megegyezik a könyvtár nevével. Max. 30 karakter, amit az ID3v1 címkézés, ISO-8859-1 (latin1) karakterkódolás és ISO 9660 lemez-fájlrendszer közös halmaza megenged. Ideális esetben azonos az ID3v1 tartalmával, de több album esetén tartalmazhat egy max. 3 számjegyes prefixumot. Az engedélyezett karakterek közül az alulvonás (_) karaktert nem minden eszköz jeleníti meg. | A futószöveg: "A Link Between Worlds" · A futószöveg: "A LINK BETWEEN WORLDS" |
| TrackTitle      | Megegyezik az .mp3 fájl nevével. Max. 27 karakter, amit az ID3v1 címkézés, ISO-8859-1 (latin1) karakterkódolás és ISO 9660 lemez-fájlrendszer közös halmaza megenged. Ideális esetben azonos az ID3v1 tartalmával, de tartalmaz egy max. 3 számjegyes prefixumot. Az engedélyezett karakterek közül az alulvonás (_) karaktert nem minden eszköz jeleníti meg.                    | A futószöveg: "02 - A Kingdom's Legend" · A futószöveg: "03 - TITLE SCREEN"   |
| ID3 album title | Az .mp3 fájl metaadatként tartalmazza, az ID3v1 címkézés, ISO-8859-1 (latin1) karakterkódolás és ISO 9660 lemez-fájlrendszer közös halmaza. | A futószöveg: "A Link Between Worlds"                                         |
| ID3 track title | Az .mp3 fájl metaadatkéntként tartalmazza, az ID3v1 szabályai szerint. | A futószöveg: "A Kingdom's Legend"                                            |

Azok az MP3-CD lejátszók, melyek az ID3-as címkézést kezelik, a lejátszott tartalomnak két paraméterét kétféleképpen (AlbumTitle, TrackTitle, ID3 album title, ID3 track title) is felolvassák és kezelik. Más mezők kezelése a készülék tudásától függ.

### Karakterkódolás
A karakterkódolásokról bővebben: ISO-8859, UTF-8, UTF-16
| Verzió | Karakterkódolás                    |
| ------ | ---------------------------------- |
| ID3v1  | ISO-8859-1 (latin1)                |
| ID3v2  | ISO-8859-1 (latin1), UTF-8, UTF-16 |
| APEv2  | nincs megkötés                     |

#### ID3v1 mezők

##### Alap ID3v1 mezők

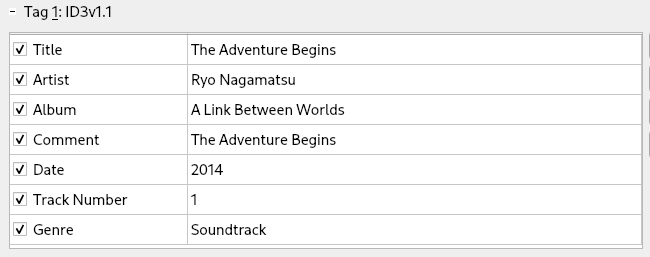
Példatartalom az ID3v1-es mezők tartalmára.

| Mezőnév      | Karakterkódolás     | Hardveres lejátszó kijelzője                                                                                                   | Megjegyzés                          |
| ------------ | ------------------- | --- | ----------------------------------- |
| Title        | ISO-8859-1 (latin1) | A futószöveg: "A Link Between Worlds"                                                                                          | Display: A Kingdom's Legend         |
| Artist       | ISO-8859-1 (latin1) | ID3v1 címke 'artist' mezőjéből olvasott információ a 'Panasonic SC-HC40'-es készülék kijelzőjén. A futószöveg: "Ryo Nagamatsu" | Display: Ryo Nagamatsu              |
| Album        | ISO-8859-1 (latin1) | A futószöveg: "A Link Between Worlds"                                                                                          | Display: A Link Between Worlds      |
| Comment      | ISO-8859-1 (latin1) | The Adventure Begins |                                     |
| Date         | ISO-8859-1 (latin1) | 2014 |                                     |
| Track Number | ISO-8859-1 (latin1) | Track Number | Display: 3                          |
| Genre        | ISO-8859-1 (latin1) | Soundtrack | Meghatározott fix lista egyik eleme |

#### Genre (műfaj) lista
Bővebben: Genre list in ID3v1

### ID3v2

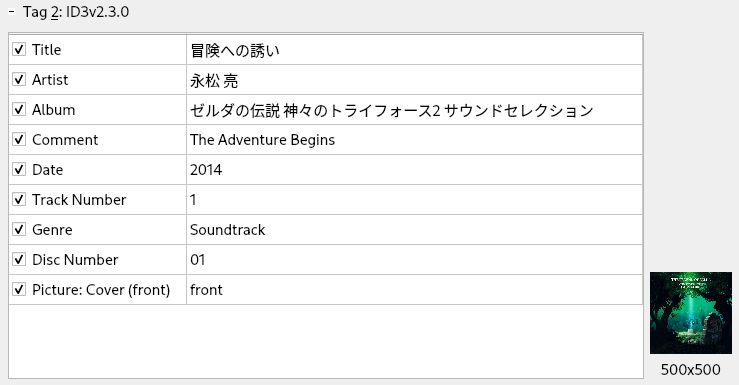
Példatartalom az ID3v2-es mezők tartalmára.

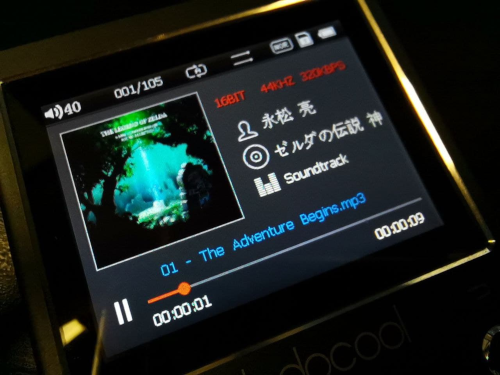
A 'dodocool DA106'-os készülék kijelzője.

#### Alap ID3v2 mezők
| Mezőnév                | Karakterkódolás                   | Hardveres lejátszó kijelzőjén                           |
| ---------------------- | --------------------------------- | ------------------------------------------------------- |
| Title                  | ISO-8859-1(latin1), UTF-8, UTF-16 |                                                         |
| Artist                 | ISO-8859-1(latin1), UTF-8, UTF-16 | 永松 亮                                                 |
| Album                  | ISO-8859-1(latin1), UTF-8, UTF-16 | ゼルダの伝説 神々のトライフォース2 サウンドセレクション |
| Comment                | ISO-8859-1(latin1), UTF-8, UTF-16 |                                                         |
| Date                   | ISO-8859-1 (latin1)               |                                                         |
| Track Number           | ISO-8859-1 (latin1)               |                                                         |
| Genre                  | ISO-8859-1 (latin1)               | Soundtrack                                              |
| Picture: Cover (front) | ISO-8859-1 (latin1)               |                                                         |

Fájlnév: 01 - The Adventure Begins.mp3

#### További gyakori mezők

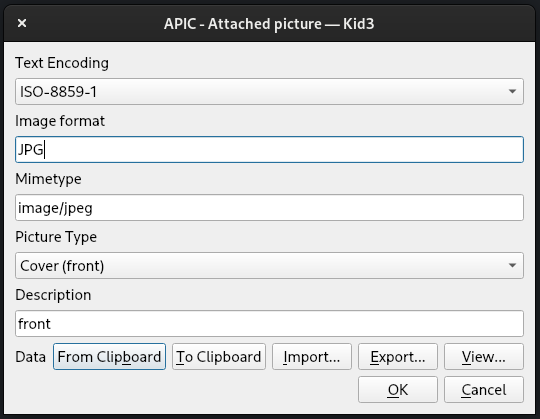
Az ID3v2 Picture: Cover (front) mező tulajdonságai.

| Mezőnév               | Karakterkódolás                   | Megjegyzés |
| --------------------- | --------------------------------- | --- |
| Composer              | ISO-8859-1(latin1), UTF-8, UTF-16 | Például az Audiobook esetén a mű eredeti szerzőjének mezője lehet. A Cosy hangoskönyv lejátszóprogram is annak kezeli. |
| Picture: Cove (front) | ISO-8859-1 (latin1)               | 1:1 méretarányú, XMP metaadatoktól mentes, image/jpeg                                                                  |
| Disc Number           | ISO-8859-1 (latin1)               | Általában 2 számjegy                                                                                                   |

### APEv2

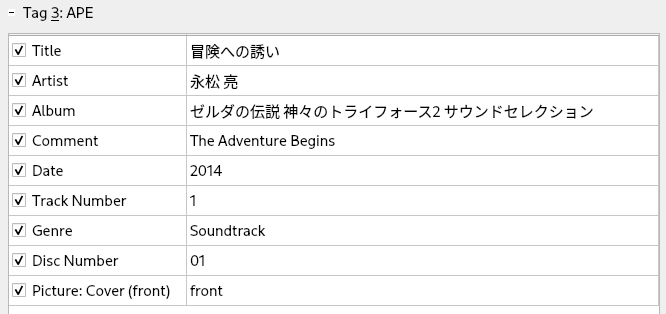
ID3v2 címke bemásolása az APE címkébe.

Felvétel számának mezőneve: IPRT
Nincsenek alapértelmezett mezők...